# Colorado Fuel and Iron Company Administration Complex
Le Colorado Fuel and Iron Company Administration Complex est un ensemble de bâtiments liés à la Colorado Fuel and Iron dans le comté de Pueblo, dans le Colorado, au centre des États-Unis. Inscrit au Registre national des lieux historiques depuis le 6 juin 2002, il est classé National Historic Landmark depuis le 13 janvier 2021.